# In LOVE
『in LOVE』（イン ラヴ）は、加藤和樹の2枚目のアルバムである。

## 概要
- CD+フォトブック盤・CD+DVD盤・通常盤の3種類がある。フォトブック盤はA5サイズ52Pのノベル付きフォトブックを同梱。DVDには『Brilliant snow』のPV・SOPT映像を収録。

## 収録曲
1. 〜Prologue〜
2. Wake up!
作詞/作曲：鮫島巧　編曲：井上日徳
3. impure love
作詞：ササキオサム　作曲：今井昌親　編曲：井上日徳
4. DRIVE ME WILD
作詞/作曲：ごとうあきひろ　編曲：井上日徳
5. 砂の城
作詞/作曲：日田一聡　編曲：井上日徳
6. instinctive love
作詞：ササキオサム　作曲：TAKUYA　編曲：TAKUYA、h-wonder
7. 〜Intermission〜
8. Brilliant snow
作詞/作曲：田中明仁　編曲：井上日徳
9. Love Bite
作詞：leonn　作曲：大西克己　編曲：井上日徳
10. Free
作詞：Kenn Kato　作曲：高見優　編曲：井上日徳
11. Selfish Cat
作詞：キャス　作曲：大西克己　編曲：井上日徳
12. 片恋
作詞：加藤和樹　作曲：田中明仁　編曲：井上日徳
13. 〜Epilogue〜
14. Melody LIVE 2007.10.13 at 日比谷野外音楽堂
作詞：加藤和樹　作曲/編曲：都啓一
※CD ONLYバージョンのみボーナストラック